# Svatý rok 2025
Jubilejní Svatý rok 2025 (25. řádné univerzální jubileum) je zatím poslední v řadě Svatých roků. Poprvé se Svatý rok slavil v roce 1300. Řádné slavení Svatých roků se ustálilo od roku 1450 na období vždy po 25 letech. Svatý rok 2025 navazuje na Velké jubileum Svatého roku 2000. Jubileum roku 2025 je 25. řádným univerzálním jubileem v dějinách katolické církve. Organizací jubilea 2025 byla na příkaz papeže Františka pověřena Papežská rada pro novou evangelizaci.
Na liturgickou slavnost Nanebevstoupení Páně 9. května 2024 při slavnostním slavení druhých nešpor v bazilice svatého Petra papežskou indikační bulou Spes non confundit, česky Naděje nezklame, papež František slavnostně vyhlásil Svatý rok 2025.

## Příprava

### Katolická církev

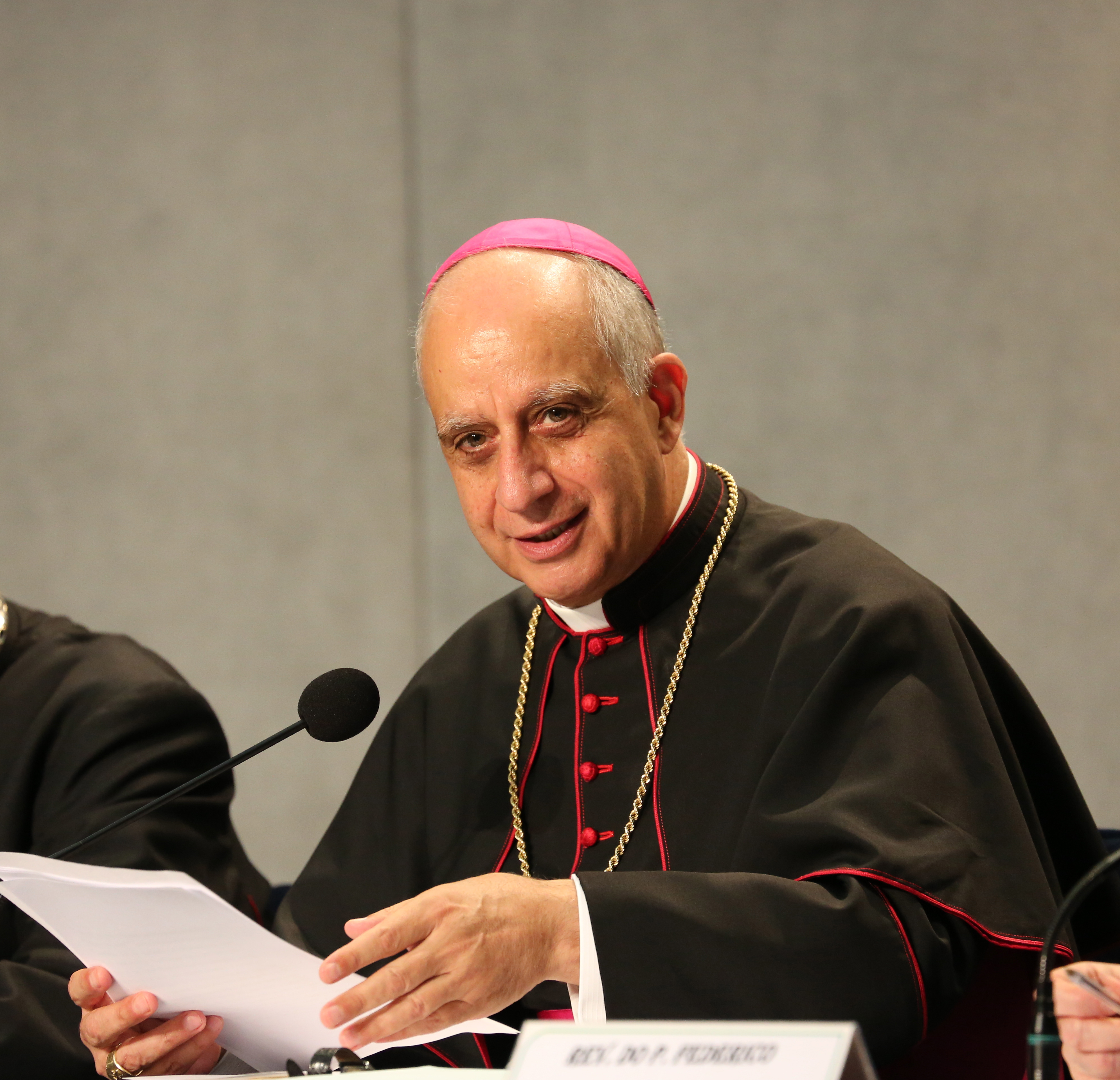
Předseda Papežské rady pro novou evangelizaci Rino Fisichella

Svatý stolec 26. prosince 2021 v komuniké oznámil, že „Svatý otec František pověřil Papežskou radu pro novou evangelizaci koordinací přípravy Svatého roku 2025 ze strany Svatého stolce“. Při téže příležitosti bylo oznámeno, že se předseda Papežské rady Mons. Rino Fisichella setkal s představenými Státního sekretariátu, Správy majetku Apoštolského stolce a Sekretariátu pro ekonomiku, aby projednali organizaci budoucího jubilea. 11. února 2022 papež František adresoval monsignorovi Fisichellovi dopis, v němž vyjádřil své naděje a přání pro jubileum a poskytl první pokyny pro jeho organizaci. Svatý otec zejména svěřil Mons. Fischellovi a Papežské radě „odpovědnost za nalezení vhodných forem, aby Svatý rok mohl být připraven a slaven s intenzivní vírou, živou nadějí a tvořivou láskou“. Dne 13. ledna 2022 bylo představeno motto „Poutníci naděje“ a 28. června 2022 se uskutečnila první tisková konference související s Jubileem 2025, na níž bylo představeno logo a oznámeno vytvoření oficiálních webových stránek a jubilejní aplikace. Na tiskové konferenci byla oznámena řada velkých jubilejních akcí věnovaných některým konkrétním kategoriím, jako jsou: rodiny, mládež, starší lidé, východní katolíci, katecheté a zdravotnický personál. Jak bylo oznámeno na tiskové konferenci 9. května 2023, přípravou jubilea jsou pověřeny čtyři komise (pastorační komise, kulturní komise, komise pro komunikaci a ekumenická komise), které podporuje technický výbor a dvě ad hoc komise sdružující italské biskupy a předsedy biskupských konferencí. Na téže tiskové konferenci byla oznámena aktivace oficiálních webových stránek Jubilea (www.iubilaeum2025.va), kde byl zveřejněn kalendář „velkých jubilejních akcí“ a informace pro poutníky a skupiny.

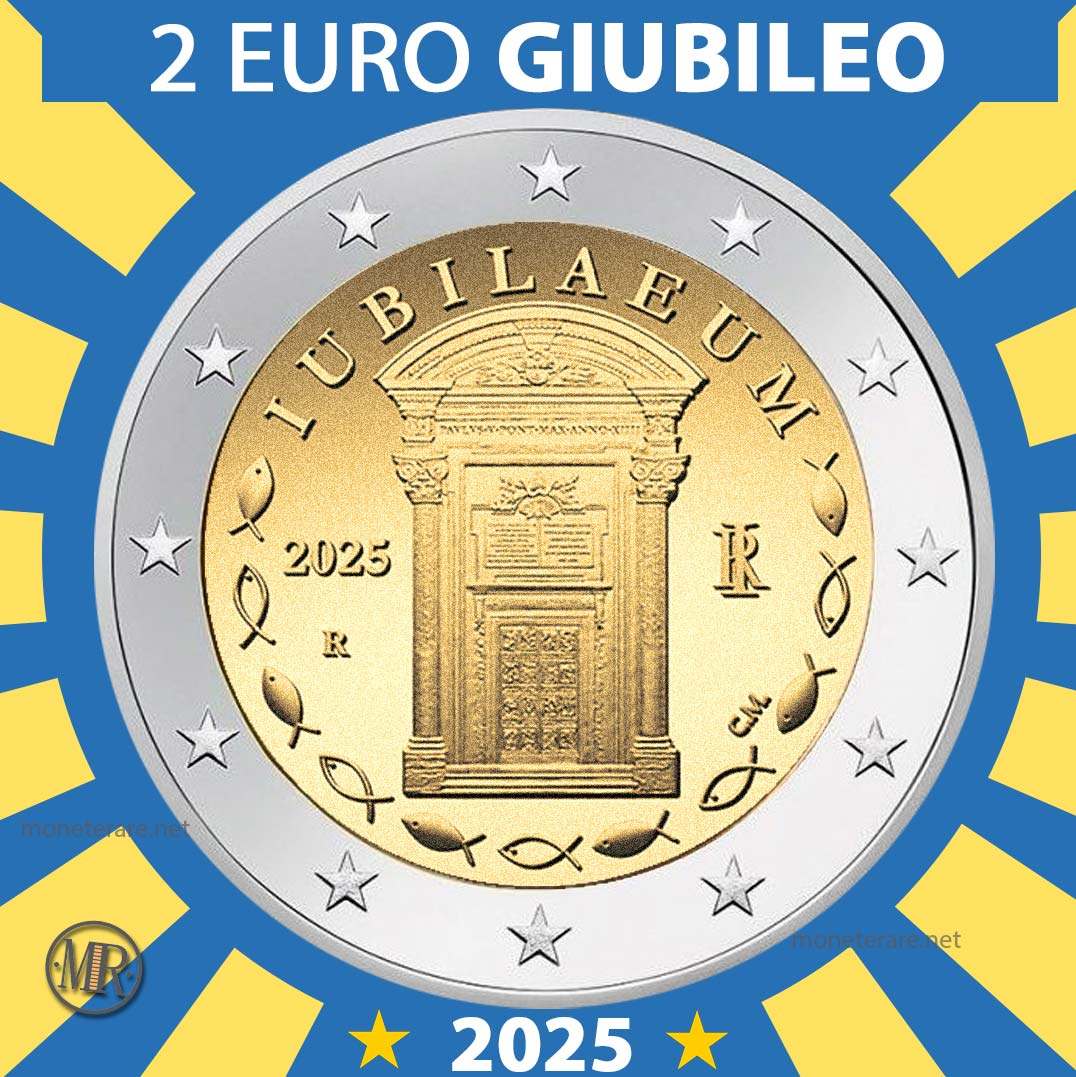
Pamětní mince v hodnotě 2 eur k jubileu 2025. Uprostřed mince je vyobrazena Svatá brána baziliky svatého Petra.

### Italský stát a město Řím
Rada ministrů jmenovala 31. ledna 2022 starostu Říma Roberta Gualtieriho mimořádným zmocněncem pro jubileum, který má za úkol postarat se o logisticko-funkční stránku akce. Stát zřídil zvláštní společnost pro správu investic na Svatý rok v hodnotě více než 1 miliardy eur s názvem „Giubileo 2025“. Předsedou společnosti je Matteo Del Fante a generálním ředitelem Marco Sangiorgi. Dne 19. dubna 2023 se ve Vatikánském apoštolském paláci uskutečnilo první dvoustranné setkání mezi italskou vládou a Svatým stolcem. Jednání byla přítomna premiérka Giorgia Meloniová, několik ministrů a předseda regionu Lazio Francesco Rocca, zatímco vatikánskou stranu zastupoval státní sekretář kardinál Pietro Parolin a monsignor Rino Fisichella, který je zodpovědný za organizaci jubilea. Na setkání se hovořilo mimo jiné o postupu plánů v oblasti bezpečnosti, zdravotnictví, vstupních víz pro poutníky, dobrovolníků a civilní ochrany, dopravy, městského mobiliáře, tras jubilea ve městě a kulturních akcí.

### Rok modlitby 2024
Jubileum 2025 se netýká jen města Říma, ale připravuje se po celém světě. Papež František při modlitbě Anděl Páně vyhlásil Rok modlitby, který předchází Jubileu 2025, a takto vybídl věřící: „Prosím vás, abyste zintenzivnili modlitbu, abychom se tak připravili na dobré prožití této události milosti a zakusili sílu Boží naděje. [...] Rok věnovaný znovuobjevení velké hodnoty a naprosté potřeby modlitby v osobním životě, v životě církve a světa“ (Angelus 21. ledna 2024). Papež ve svých katechezích několikrát poukázal na to, že modlitba je způsob, jak vstoupit do kontaktu s nejhlubší pravdou o nás samých, kde je přítomno totéž Boží světlo, jak učil svatý Augustin. Papež František povzbuzuje k vytrvalé modlitbě a zdůrazňuje, jak neustálá modlitba proměňuje nejen člověka, ale i společenství kolem něj, a to dokonce i tam, kde se zdá, že má zlo navrch. K této přípravě byla vydána brožura s názvem: „Nauč nás modlit se“, s podtitulem Prožívání Roku modlitby v přípravě na Jubileum 2025. Tato modlitební brožura je zdrojem inspirace a praktických tipů pro modlitbu ve farnostech, v rodinách nebo mezi mladými lidmi, na duchovních cvičeních a poutích. Jde o výzvu ke zintenzivnění modlitby jako osobního dialogu s Pánem přítomným ve vztazích s druhými lidmi a v každém okamžiku dne.

## Poutnické symboly
| „ | MODLITBA JUBILEA Otče na nebesích, ve svém Synu Ježíši Kristu, našem bratru, daroval jsi nám víru a skrze Ducha Svatého jsi do našich srdcí vlil lásku. Dej, aby v nás víra a láska probudila blaženou naději na příchod Tvého království. Kéž nás Tvoje milost promění na pozorné pěstitele sémě Evangelia, které zúrodní lidstvo a vesmír v důvěrném očekávání nového nebe a nové země, až se po porážce mocností Zla navždy zjeví Tvoje sláva. Kéž milost tohoto Jubilea v nás, poutnících naděje, oživí touhu po dobrech nebeských a vleje do celého světa radost a pokoj našeho Vykupitele. Tobě, svatý Bože, ať patří na věčnosti chvála a sláva na věky věků. Amen František | “ |
|   | |   |

### Motto
Svatý otec František zvolil pro Jubileum 2025 motto „Poutníci naděje“. Tuto volbu oznámil monsignor Rino Fisichella ve videu, které vatikánská média zveřejnila 13. ledna 2022. V následném dopise Papežské radě pro novou evangelizaci Svatý otec důvody této volby vysvětlil takto: "„Musíme udržovat pochodeň naděje, která nám byla dána, v plamenech a udělat vše pro to, aby každý znovu získal sílu a jistotu hledět do budoucnosti s otevřenou myslí, důvěřivým srdcem a prozíravě. Nadcházející jubileum bude velmi nápomocné při znovuvytváření atmosféry naděje a důvěry jako znamení obnoveného znovuzrození, jehož naléhavost všichni cítíme. Proto jsem zvolil motto Poutníci naděje.“
| Jubileum 2025                                                                                          |
| Pouť                                                                                                   |
| Registrace • Poutnická karta • Infocentrum • Jubilejní trasy                                           |
| Svatá brána                                                                                            |
| Papežské baziliky: 1. sv. Petra (brána) • 2. sv. Pavla • 3. sv. Jana Lateránského • 4. P. Marie Sněžné |
| Smíření                                                                                                |
| Svátost smíření • Reconciliation                                                                       |
| Modlitba                                                                                               |
| Brožura k Roku modlitby • Modlitba jubilea v různých jazycích                                          |
| Liturgie                                                                                               |
| Liturgy • Liturgia                                                                                     |
| Vyznání víry                                                                                           |
| Profession of Faith                                                                                    |
| Odpustky                                                                                               |
| Indulgences • Indulgenza Archivováno 27. 4. 2024 na Wayback Machine.                                   |

### Logo
Pro výběr loga jubilea proběhla od 22. února do 20. května 2022 soutěž, kterou uspořádala Papežská rada pro novou evangelizaci. Pro hodnocení předložených obrázků byla sestavena zvláštní komise, která zohlednila určité prvky, jako je soulad s teologickým poselstvím, originalita a jednoduchost a přizpůsobivost různým tiskovým a digitálním formátům. Dne 28. června 2022 se konala tisková konference, na které bylo logo představeno a které bylo také zveřejněno a šířeno prostřednictvím oficiálních webových stránek Jubilea. Logo bylo vybráno z 294 návrhů ze 48 různých zemí a navrhl ho Giacomo Travisani, kterého osobně vybral papež František. Autor vysvětlil význam loga slovy: „Představil jsem si lidi všech ,barevʻ, národností a kultur, kteří se tlačí ze čtyř koutů země a pohybují se na cestě k budoucnosti, k ostatním, ke světu, jako plachty velké společné lodi, rozvinuté díky větru Naděje, kterým je Kristův kříž a Kristus sám. Když jsem chtěl ,zosobnitʻ Naději, měl jsem hned jasný obraz: Kříž; Naděje, řekl jsem si, je v Kříži.“ Logo bude použito pro všechny oficiální iniciativy spojené s Jubileem a pro výrobu merchandisingu spojeného se Svatým rokem.

### Hymna
Oficiální hymnu jubilea složil Francesco Meneghello z Mantovy, vítěz mezinárodní soutěže, která se konala v září 2022 a byla vybrána z 270 návrhů. Text písně s názvem Poutníci naděje napsal teolog, muzikolog a skladatel Pierangelo Sequeri.

## Zahájení

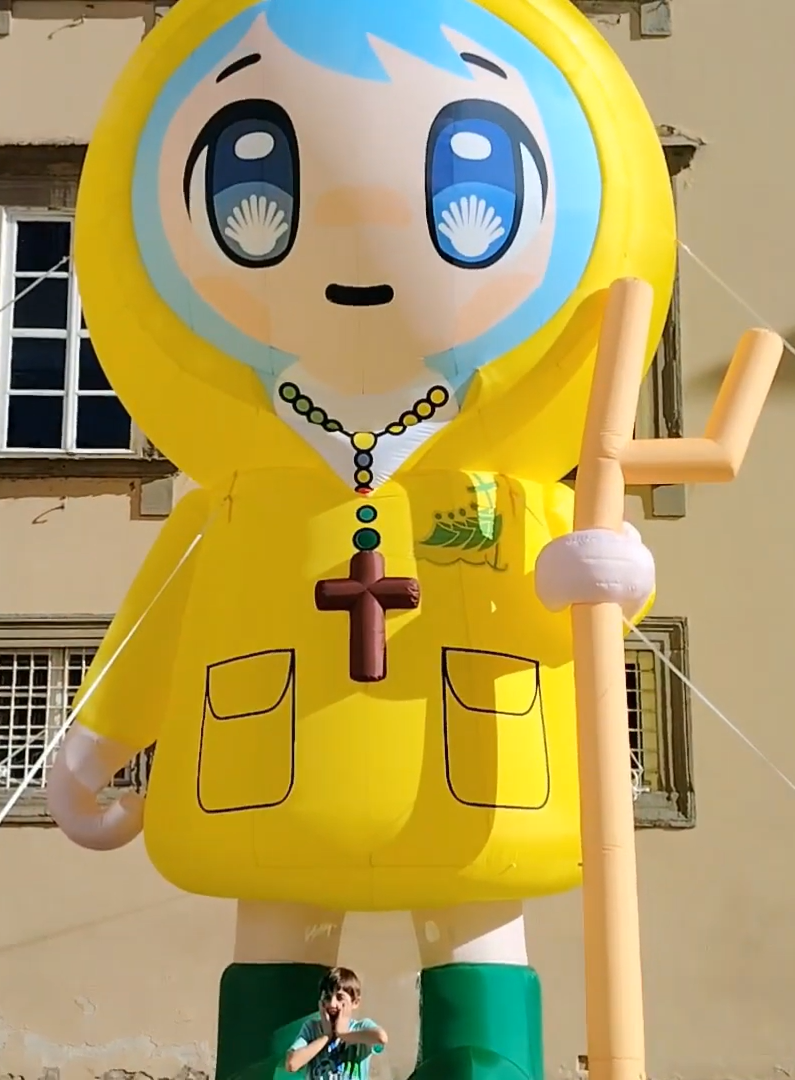
Poutnice Luce – maskot jubilea v nafukovací podobě

Dne 25. listopadu 2024 bylo oznámeno datum otevření Svatých bran. Dne 24. prosince 2024 byla otevřena Svatá brána Svatopetrské baziliky ve Vatikánu, čímž byl oficiálně zahájen Svatý rok, zatímco 29. prosince 2024 byla otevřena Svatá brána Lateránské baziliky kardinálem vikářem Baldassarem Reinem (zastoupil papeže); 1. ledna 2025 otevřel Svatou bránu baziliky Panny Marie Marie Sněžné kardinál arcikněz Rolandas Makrickas (zastoupil papeže) a konečně 5. ledna Svatou bránu baziliky svatého Pavla za hradbami, jejímž je kardinál arciknězem, otevřel americký kardinál James Michael Harvey (zastoupil papeže).
26. prosince 2024 byly otevřeny svaté dveře ve věznici Rebibbia. Bylo to poprvé, kdy papež otevřel svaté dveře ve věznici během řádného jubilea.